# Captain Marvel (film)
Captain Marvel er en amerikansk superheltefilm, som havde premiere i 2019. Filmen er baseret på den fiktive Marvel Comics-karakter Carol Danvers / Captain Marvel. Den produceres af Marvel Studios og distribueres af Walt Disney Studios Motion Pictures. Det er den 21. film i Marvel Cinematic Universe.
Filmen er skrevet og instrueret af Anna Boden og Ryan Fleck med bidragelse til manuskriptet af Meg LeFauve, Nicole Perlman, Genève Robertson-Dworet, Liz Flahive og Carly Mensch. Brie Larson medvirker som titelrollen sammen med Samuel L. Jackson, Ben Mendelsohn, Djimon Hounsou, Lee Pace, Lashana Lynch, Gemma Chan, Algenis Perez Soto, Rune Temte, Mckenna Grace, Clark Gregg og Jude Law. Filmen foregår i 1990'erne og følger historien om Danvers som bliver Captain Marvel, efter at Jorden er fanget midt i en intergalaktisk konflikt mellem to fremmede verdener.

## Medvirkende
- Brie Larson som Carol Danvers / Captain Marvel
  - Mckenna Grace som Captain Marvel (barn)
- Samuel L. Jackson som Nick Fury
- Ben Mendelsohn som Talos
- Jude Law som Yon-Rogg
- Djimon Hounsou som Korath
- Lee Pace som Ronan the Accuser
- Lashana Lynch som Maria Rambeau
- Gemma Chan som Minn-Erva
- Annette Benning som Surpreme Intelligence
- Clark Gregg som Phil Coulson